# Calliphora acutangula
Calliphora acutangula är en tvåvingeart som först beskrevs av Camillo Rondani 1863.  Calliphora acutangula ingår i släktet Calliphora och familjen spyflugor.
Artens utbredningsområde är Colombia. Inga underarter finns listade i Catalogue of Life.